# تلمبه عشایری کرامت و شرکا
تلمبه عشایری کرامت و شرکا، روستایی در دهستان چاه ریگان بخش چاه مرید شهرستان کهنوج در استان کرمان ایران است.

## جمعیت
این روستا در دهستان چاه ریگان قرار دارد و براساس سرشماری عمومی نفوس و مسکن در سال ۱۳۹۵، جمعیت آن برابر با ۱۱۴ نفر (۳۳ خانوار) بوده‌است.